# بوهدانيفكا (كيييفسكا)
بوهدانيفكا (Богданівка) هي مدينة في مقاطعة كيييفسكا في أوكرانيا.